# Chan Vathanaka
Chan Vathanaka (en camboyano: ចាន់ វឌ្ឍនាកា) (Kampot, Camboya; 23 de enero de 1994) es un futbolista camboyano. Juega de extremo y su equipo actualmente es el Pahang FA de la Superliga de Malasia.

## Clubes
| Club                  | País    | Año           |
| --------------------- | ------- | ------------- |
| Svay Rieng F.C.       | Camboya | 2011-2012     |
| Boeung Ket F.C.       | Camboya | 2012-2016     |
| Fujieda MYFC (Cedido) | Japón   | 2017          |
| Pahang FA             | Malasia | 2018-presente |